# Yokosuka D3Y
Yokosuka D3Y «Myojo» (яп. 明星, Навчальний бомбардувальник флоту «Мйоджо» («Венера»)) — проєкт навчального бомбардувальника Імперського флоту Японії періоду Другої світової війни з дерев'яними поверхнями спроєктований на основі палубного бомбардувальника Aichi D3A. 

## Історія створення
З 1943 року в японської промисловості почались проблеми з постачаннями алюмінію та інших металів, і командування вимагало використовувати для виробництва не бойових літаків мінімум стратегічних матеріалів. Зокрема на арсеналу флоту в місті Йокосука почалась розробка дерев'яної версії Aichi D3A для навчальних потреб. Літак отримав заводське позначення Y-50 і офіційне флотське Навчальний пікіруючий бомбардувальник Тип 99 модель 12 (або D3A2-K). Планувалось зробити абсолютну копію палубного літака, але нестача професійних робітників змусили значно спростити конструкцію. Еліптичні крила та округлений хвіст було замінено на плоскі. Для збереження стабільності літака також довелось подовжити фюзеляж.
В липні 1944 року було завершено перший прототип оснащений двигуном Mitsubishi Kinsei 54 потужністю 1300 к.с, літак отримав нове позначення Експериментальний навчальний бомбардувальник флоту «Мйоджо» («Венера») або D3Y1-K. Через місяць було зроблено ще один прототип, але літак виявився дещо важче ніж планувалось і його відправили на допрацювання. Після полегшення виготовлення літака було доручено фірмі Matsushita, але до закінчення війни було виготовлено тільки три серійні машини.
Також на початку 1945 року було почато розробку D3Y2-K - літака камікадзе з відкидним шасі, двигуном Mitsubishi Kinsei 62 потужністю 1560 к.с. та двома 20 мм гарматами «Тип 99». Літак мав нести 800 кг бомбу. Прототип так і не було завершено, і початок серійного виробництва D5Y1 (нове позначення літака) так і не було почате. 

## Тактико-технічні характеристики

### Технічні характеристики
|                       | D3Y1-K                      | D3Y2-K                      |
| --------------------- | --------------------------- | --------------------------- |
| Екіпаж                | 2 особи                     | 1 особа                     |
| Довжина               | 11,215 м                    | 11,515 м                    |
| Висота                | 4,185 м                     | 4,2 м                       |
| Розмах крил           | 14 м                        | 14 м                        |
| Площа крил            | 32,8 м²                     | 30,5 м²                     |
| Маса пустого          | 3 200 кг                    | 3 050 кг                    |
| Маса спорядженого     | 4 200 кг                    | 4 630 кг                    |
| Навантаження на крило | 128 кг/м²                   | 151.8 кг/м²                 |
| Двигун                | Mitsubishi Kinsei 54        | Mitsubishi Kinsei 62        |
| Потужність            | 1 300 к. с.                 | 1 560 к. с.                 |
| Питома потужність     | 3.23 кг/к.с.                | 2.97 кг/к.с.                |
| Максимальна швидкість | 450 км/г (на висоті 6200 м) | 470 км/г (на висоті 5000 м) |
| Крейсерська швидкість | 296 км/г                    | 296 км/г                    |
| Операційна дальність  |                             | 1 470 км                    |
| Практична стеля       |                             | 9 250 м                     |
| Час набору висоти     | 6000 м за 13 хв. 23 с.      | 6000 м за 11 хв. 45 с.      |

### Озброєння
- D3Y2-K:
  - 2 × 20 мм гармата «Тип 99 Модель 1»
  - 800 кг бомб